# パッラヴァ朝

パッラヴァ朝
பல்லவ நாடு

パッラヴァ朝の版図（345年）

パッラヴァ朝（タミル語: பல்லவ நாடு, ラテン文字転写: Pallava Natu）は、3世紀後半から897年までカーンチープラムを首都として南インド東海岸（コロマンデル海岸）地方及びセイロン島の一部を支配したタミル系王朝である。

## 歴史

### 王朝の起源
王朝の起源については、パルティア説、北インド説、土着王朝説があるがいずれとも決定しがたい。王朝初期の歴史については、サータヴァーハナ朝衰退後に、3個のプラークリット刻文やサンスクリット刻文など16枚の銅板の銘文によって知られる。しかし、これらの刻文の内容は矛盾が多いため、正確な年代や世系、中心地については研究者の間で意見が一致しない。例えば4世紀初頭から6世紀初頭にいたる刻文がすべてアーンドラ地方に関係するものであるにもかかわらず、王の詔勅の発行地が「カーンチー」となっており、通常はトンダイナードゥ（別名トンダイマンダラム）地方の「カーンチー」と考えられるため、アーンドラ地方から遠く離れている。そのため、刻文の「カーンチー」は、アーンドラ地方の地名ではないかと考える研究者もいる。

### 初期の歴史（シンハヴィシュヌ王まで）
3世紀末から4世紀初めにシヴァスカンダヴァルマン（またはスカンダヴァルマン）がカーンチープラムを都として、北はクリシュナ川から西はクンタラ地方まで版図を広げ、アシュヴァメーダを行なったこと、4世紀半ば頃にヴィシュヌゴーパが、カーンチー付近でグプタ朝のスカンダグプタの軍に敗れたこと、5世紀半ば頃のシンハヴァルマン2世が、西ガンガ朝に対して宗主権を持っていたことについてはほぼ確実と考えられている。
また交易を盛んに行い、東ボルネオにクタイ王国、ジャワにタルマヌガラ王国というヒンドゥー王国が現れることについて、中国南朝との交易船の寄港地であったためパッラヴァ朝の影響が強く王名が「 - ヴァルマン」になったという説もあるくらいであった（近年は碑文の書体から同時期のカダンバ朝の影響と考えられている）。
パッラヴァ朝はこの後、5世紀末以降マイソール地方から勢力を拡大してきていたカラブラ朝の勢力下に入ってしまったため、王朝の歴史がはっきりしなくなるが、6世紀後半の王シンハヴィシュヌ（在位：574年 - 600年）以降の記録はしっかりしている。シンハヴィシュヌはカラブラ朝を破って王国の領域をカーヴィリ川まで拡大し、パーンディヤ朝やセイロンの君主たちと抗争した。

### 前期チャールキヤ朝との抗争とパッラヴァ朝の繁栄
パッラヴァ朝の北隣には、バーダーミに王都を置く前期チャールキヤ朝が台頭しつつあった。マヘーンドラヴァルマン1世（在位：600年 - 630年）の代、前期チャールキヤ朝と戦ったが、北インドの覇者ハルシャを破って勢いに乗るプラケーシン2世によって、パッラヴァ朝は打ち破られてその北方の地を併合された。復讐に燃えるナーラシンハヴァルマン1世（マーヘンドラヴァルマン1世の子、在位：630年 - 668年）はバーダーミを占領して破壊し、プラケーシン2世を敗死させるなど前期チャールキヤ朝を一時は滅亡の危機にまで追い込んだ。またセイロンの王位継承戦争にも介入している。ナーラシンハヴァルマン1世の治世に玄奘は都のカーンチープラムに訪れている。
しかし、プラケーシン2世の子であるヴィクラマーディティヤ1世にパッラヴァ朝の勢力は追い払らわれ、前期チャールキヤ朝の復興を許した。
パラメーシュヴァラヴァルマン1世（在位：670年 - 680年）の代に前期チャールキヤ朝によって攻め込まれ、カーンチープラムが陥落することもあったが決定的な打撃とはならず、ナーラシンハヴァルマン2世の代に再び繁栄を取り戻した。
カーンチープラムにはカイラーサナータ寺院、マハーバリプラムには「海岸寺院」が建てられた。海外貿易によって経済は発展し、唐への使節も派遣している。
ところが次のパラメーシュヴァラヴァルマン2世の代に前期チャールキヤ朝の攻撃を受けるようになり、パラメーシュヴァラヴァルマン2世は戦死した。後継者問題が起こったが大臣たちとガティカー（バラモン教学院）の高僧たちによって、シンハヴィシュヌの弟の系譜を引くヒラニヤヴァルマンの子、ナンディヴァルマン2世（バラヴァマッラ、在位：731年 - 795年）が擁立された。その治世の初期は、前期チャールキヤ朝のヴィクラマーディティヤ2世に攻め込まれ、3度にわたって都カーンチープラムを陥落させられた。しかし、前期チャールキヤ朝に代わったラーシュトラクータ朝とは友好関係を維持して勢力を伸張した。

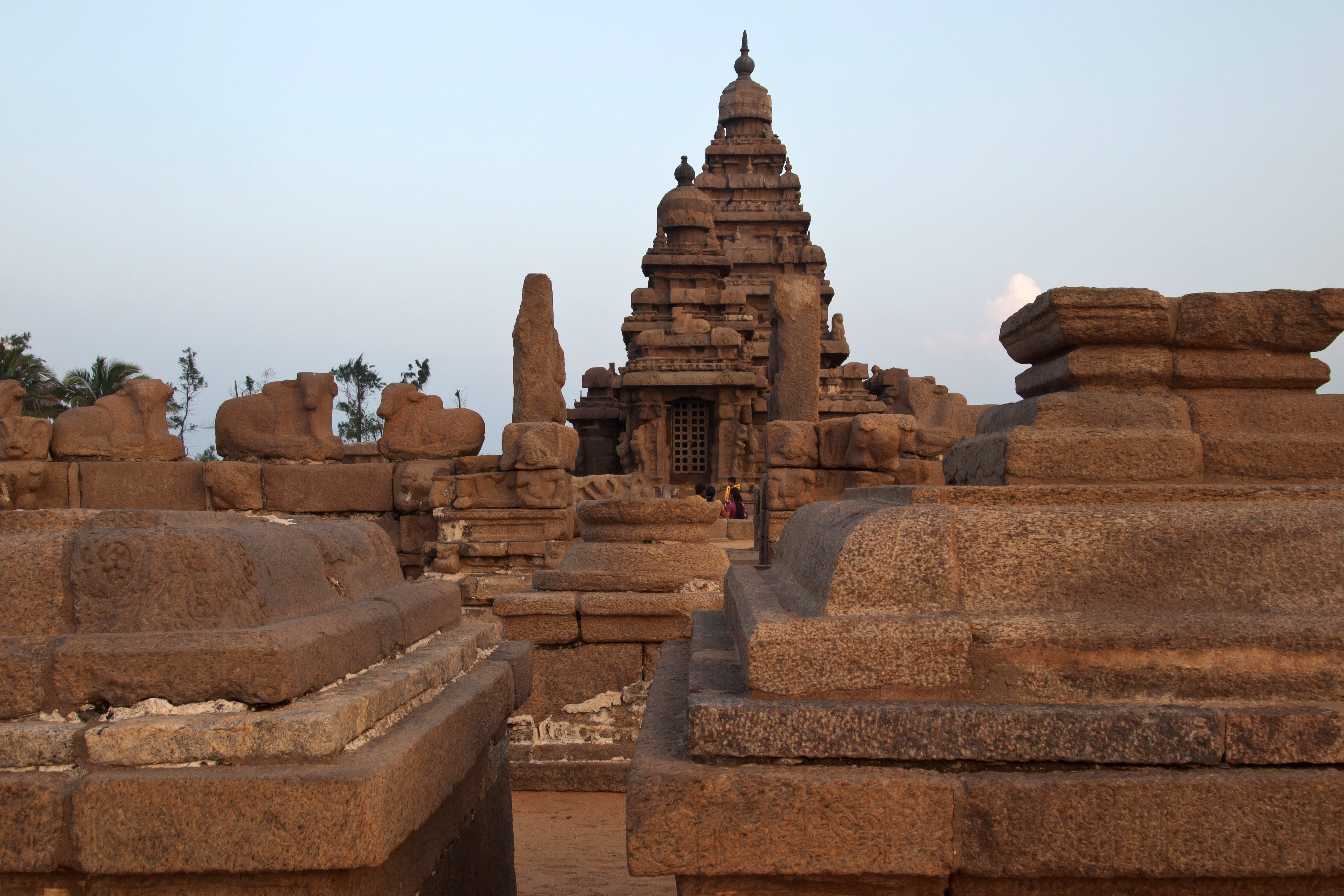
マハーバリプラムの海岸寺院

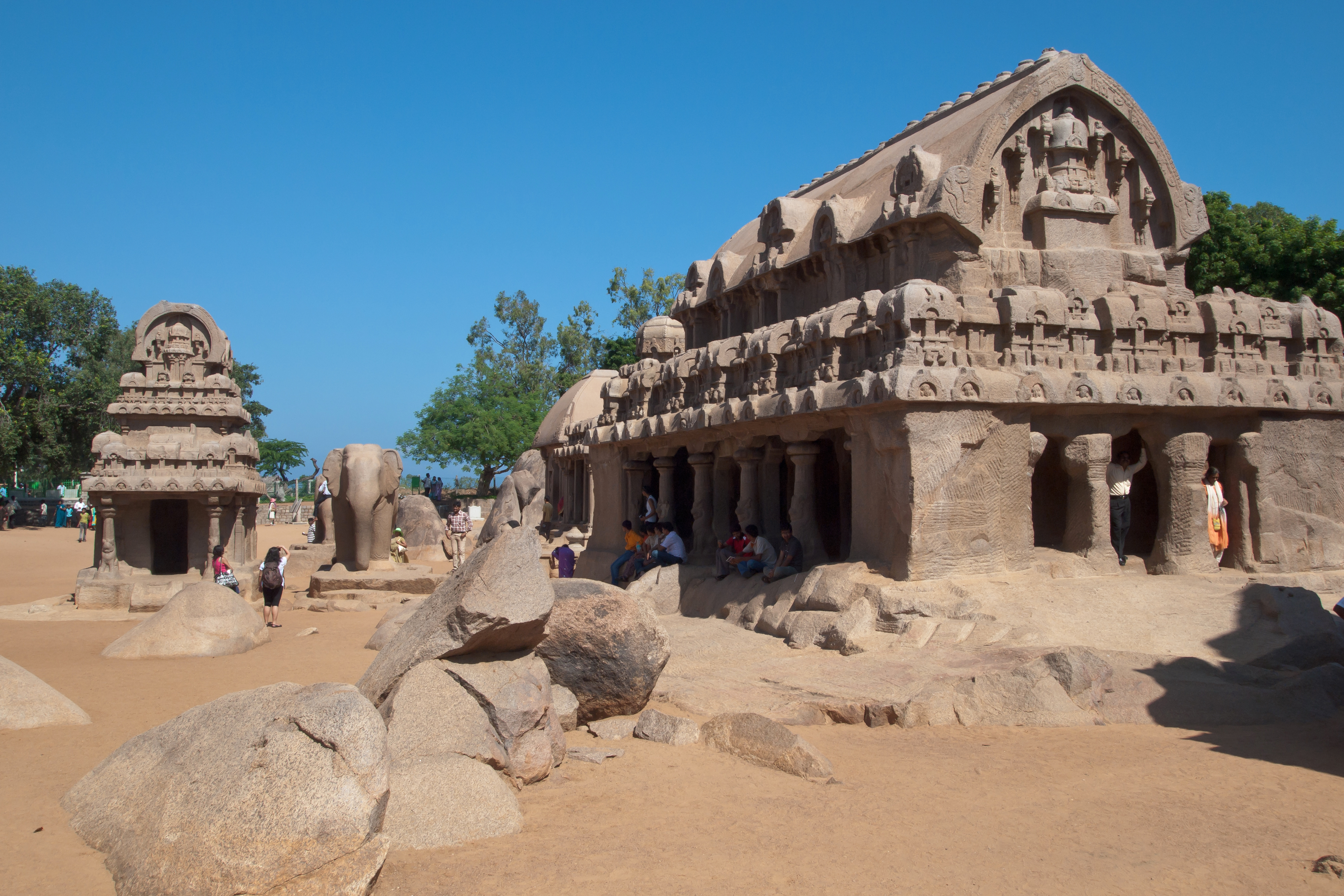
マハーバリプラムの「ラタ」

### パーンディヤ朝との抗争とチョーラ家の台頭
一方、発展した南方のパーンディヤ朝ともしばしば衝突するようになった。以後、ラーシュトラクータ朝、西ガンガ朝やバーナ朝、さらに台頭しつつあるチョーラ家との合従連衡や抗争を繰り返した。
ナンディヴァルマン3世（在位：844年 - 866年）の代にマイソールの西ガンガ朝と同盟して、パーンディヤ王シュリーマーラ・シュリーヴァッラヴァに大勝したものの、その過程で封臣の地位にあったチョーラ家の勢力がますます伸張し、アパラージタ（在位：879年 - 897年）の代に、チョーラ朝のアーディテイヤ1世によって滅ぼされた。

## マハーバリプラムの建造物群
パッラヴァ朝時代に建設された当時の木造寺院を模して、ライオンや象などが刻まれた「5つのラタ」と呼ばれる石彫寺院や「海岸寺院」をはじめとするマハーバリプラムの建造物群は、1984年に文化遺産に登録されている。また、パラヴァ朝のすぐれた寺院建築は前期チャールキヤ朝にも大きな影響を与え、チャールキヤ朝のヴィクラマーディティヤ2世が工人たちに造らせたパッタダカルのヒンドゥー寺院の建築にその影響が顕著に見られる。